# Saint-Maurice-sur-Huisne
Saint-Maurice-sur-Huisne là một xã ở tỉnh Orne Hauts-de-France tây bắc nước Pháp. Xã Saint-Maurice-sur-Huisne nằm ở khu vực có độ cao trung bình 128 mét trên mực nước biển.